# Superman Escape
Superman Escape in der Warner Bros. Movie World (Gold Coast, Queensland, Australien) ist eine Stahlachterbahn vom Modell Accelerator Coaster des Herstellers Intamin, die am 26. Dezember 2005 eröffnet wurde. Sie ist die dritte große Achterbahn im Park und beschleunigt den Zug binnen zwei Sekunden von 0 auf 100 km/h.

## Technische Daten
- Es gibt 18 Hydraulikturbinen, die die Seilwinden antreiben. Das gesamte Beschleunigungssystem erzeugt eine Leistung von rund 9.500 PS.
- Die Beschleunigungsstrecke besitzt eine Länge von 53 Meter, davon wird auf eine Strecke von 38 Metern der Zug beschleunigt und auf den restlichen 15 Metern wird das Catchcar abgebremst.

## Züge
Die Züge von Superman Escape besitzen jeweils fünf Wagen. In jedem Wagen können vier Personen (zwei Reihen à zwei Personen) Platz nehmen. Als Rückhaltesystem kommen Schulterbügel zum Einsatz.

## Fotos

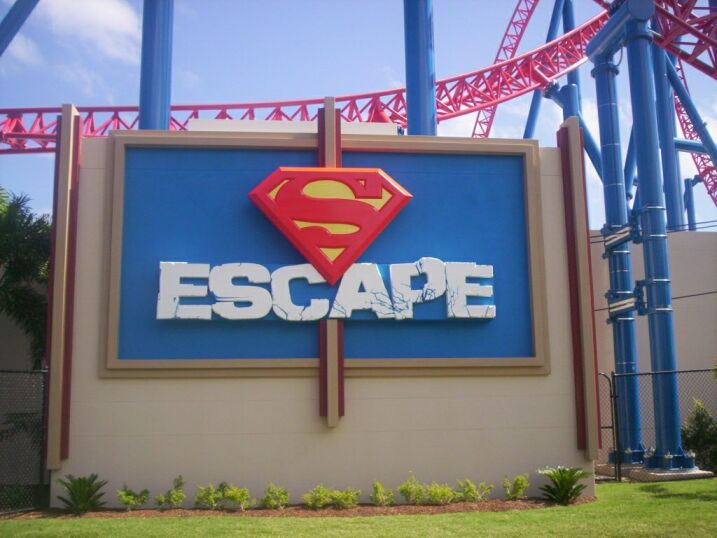
Das Logo
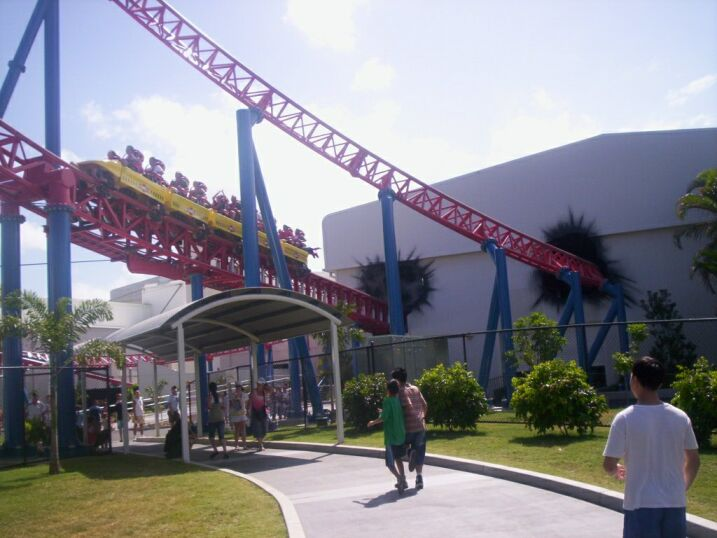
Die Beschleunigungsstrecke
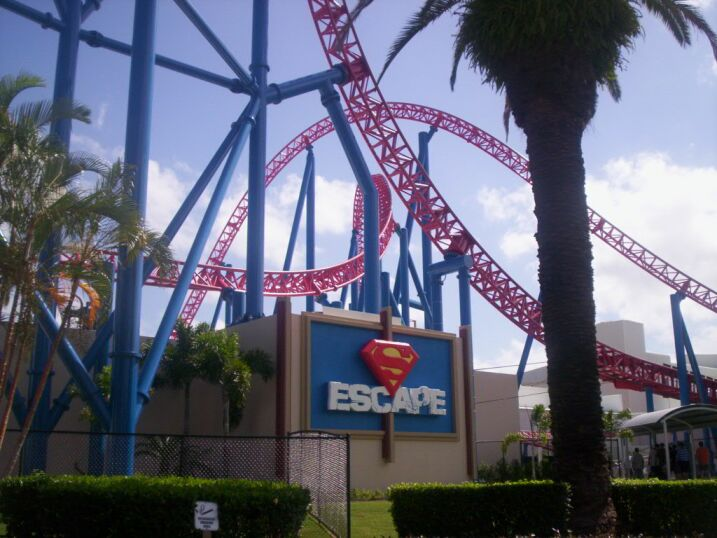
Ein Streckenabschnitt